# Antarctothoa haywardi
Antarctothoa haywardi är en mossdjursart som beskrevs av Kuklinski och Barnes 2009. Antarctothoa haywardi ingår i släktet Antarctothoa och familjen Hippothoidae. Inga underarter finns listade i Catalogue of Life.